# Северин Удзеля
Северин Удзеля (пол. Seweryn Udziela; 24 грудня 1857, Старий Сонч, Австро-Угорщина (нині Малопольське воєводство, Польща) — 26 вересня 1937, Краків, Польща) — польський етнограф, дослідник і популяризатор народної культури та фольклору Малопольщі. Один із засновників Етнографічного музею в Кракові, який згодом було названо його ім'ям.

## Біографія
Северин Удзеля народився 24 грудня 1857 року в місті Старий Сонч. Будучи за професією вчителем, працював у різних народних школах Галичини, був також інспектором освіти. З 1900 року проживав у Кракові, де в 1911 році став одним із організаторів Етнографічного музею. У 1913 році організував експозицію етнографічного зібрання у Вавелі.
Завдяки його зусиллям, Етнографічний музей у Кракові став одним із найважливіших центрів з вивчення культури та етнографії Малопольщі. За свою діяльність 2 травня 1924 року Северин Удзеля був нагороджений офіцерським хрестом Ордена Відродження Польщі.
С. Удзеля був першим директором Етнографічного музею в Кракові до самої своєї смерті в 1937 році.

## Наукова діяльність
Северин Удзеля був автором низки етнографічних праць:
- Materyjały etnograficzne z miasta Ropczyc i okolicy. Kraków: Druk. Uniwersytetu Jagiellońskiego, 1886.
- Tyniec: pod względem topograficzno-etnograficznym. Wieliczka, 1897.
- Materyały do polskiej weterynaryi ludowej. 1. Powiat gorlicki i grybowski . Lwów 1900.
- Świat nadzmysłowy ludu krakowskiego mieszkającego po prawym brzegu Wisły . Wielkoludy, czarownice i czarownice, choroby . Warszawa: 1901.
- Topograficzno-etnologiczny opis wsi polskich w Galicyi. Kraków: nakładem Akademii Umiejętności, 1901.
- Krakowiacy. Kraków: Księgarnia Geograficzna «Orbis», 1924.
- Dwory: zapiski etnograficzne z 1901 i 1902 roku. 1924.
- Z podań i dziejów ziemi bieckiej. Kraków: nakł. Ksiegarni Geograficznej Orbis, 1926.
- Ludowe stroje krakowskie i ich krój: z 34 tablicami barwnemi i 47 rycinami w tekście oraz dwoma arkuszami krojów. Kraków: nakł. Muzeum Etnograficznego, 1930. akwarelowe ilustracje wykonała Marja Eljasz-Radzikowska
- Krakowskie hafty białe. Lwów i Warszawa: Książnica-Atlas, 1930.
- Rośliny w wierzeniach ludu krakowskiego. Lwów: nakładem Towarzystwa Ludoznawczego, 1931.
- Ubiory ludu polskiego. Zeszyt III. Górale beskidowi . Kraków: nakładem Polskiej Akademji Umiejętności, 1932
- Ziemia łemkowska przed półwieczem: zapiski i wspomnienia z lat 1888—1893. Lwów: nakł. Towarzystwa Ludoznawczego, 1934.
- Hafty kurpiowskie. Kraków: nakł. Muzeum Etnograficznego, 1936.